# Facultad de Ciencias Exactas y Naturales (Universidad de Buenos Aires)
La Facultad de Ciencias Exactas y Naturales (FCEyN) es parte de la Universidad de Buenos Aires. Tiene su sede en los pabellones I, II, de industrias y 0 + infinito, los cuatro ubicados en la Ciudad Universitaria.

## Historia
La Universidad de Buenos Aires (UBA) fue fundada en el año 1821 por el gobernador de la provincia de Buenos Aires Martín Rodríguez y por iniciativa de su ministro de gobierno, Bernardino Rivadavia. En 1865 el Rector Juan María Gutiérrez creó el Departamento de Ciencias Exactas, dedicado a “[...] la enseñanza de las matemáticas puras y aplicadas, y de la historia natural". En 1870 egresaron los primeros ingenieros, pero hubo que esperar varios años para que se sistematizaran las carreras de ciencias básicas.
Por un breve período entre 1874 y 1881, el Departamento de Ciencias Exactas se dividió en dos facultades: la Facultad de Matemática y la Facultad de Ciencias Físico-naturales, pero con la Nacionalización de la UBA se retrocedió al estado anterior. En 1878 se incorporaron nuevas carreras: ingeniero geógrafo, arquitecto y doctor en ciencias físico-matemáticas.
Los estatutos universitarios de 1891 impusieron el nombre a Facultad de Ciencias Exactas, Físicas y Naturales, dentro de la cual comenzó a funcionar en 1896 el doctorado en Química, orientado a cubrir puestos de trabajo en la naciente industria nacional y el doctorado en Ciencias Naturales. Durante esta etapa la carrera de ciencias básicas con mayor cantidad de graduados fue el doctorado en química, con una salida laboral principalmente dirigida a la industria.
A partir de la década de 1940 se introdujeron las licenciaturas, siendo necesaria la realización de una tesis de posgrado para obtener el título de doctor. En 1947 se hizo autónoma la Facultad de Arquitectura y Urbanismo. Finalmente, en el año 1952 tuvo lugar la creación de la Facultad de Ingeniería, y la Facultad de Ciencias Exactas y Naturales adquirió su actual denominación.
Luego del golpe militar de 1955 y el consiguiente cambio de gestión en la UBA, se inició una etapa de gran desarrollo de la Facultad, especialmente en las tareas de investigación. Se crearon nuevas carreras, se organizaron los departamentos, se equiparon las bibliotecas y los laboratorios y se inició la construcción de la Ciudad Universitaria en 1959. En el Pabellón 1 se instaló el Instituto de Cálculo y a partir de 1962 los departamentos de Matemática, Física y Meteorología.
En 1963, gracias a Manuel Sadosky, se producen dos hitos históricos en el desarrollo de las ciencias dentro de la FCEN. La creación de la Carrera de Computador Científico, primera en Latinoamérica en impartir y desarrollar la computación como área autónoma de las matemáticas; y la creación de por entonces la primera computadora latinoamericana, llamada Clementina por sus creadores, por entonces considerada como una herramienta de cálculo. En el año 1964 se gradúan los primeros tres Computadores Científicos de América Latina.
En 1971 se completó la mudanza de la FCEN al Pabellón 2 de la Ciudad Universitaria.
La Facultad fue víctima de las dictaduras militares y sus aliados: la Noche de los Bastones Largos, en 1966, causó la renuncia de la mayor parte del cuerpo docente y, en la segunda mitad de la década de 1970, la violenta represión produjo cesantías, exiliados y desaparecidos de 1976-1983.

### Sedes

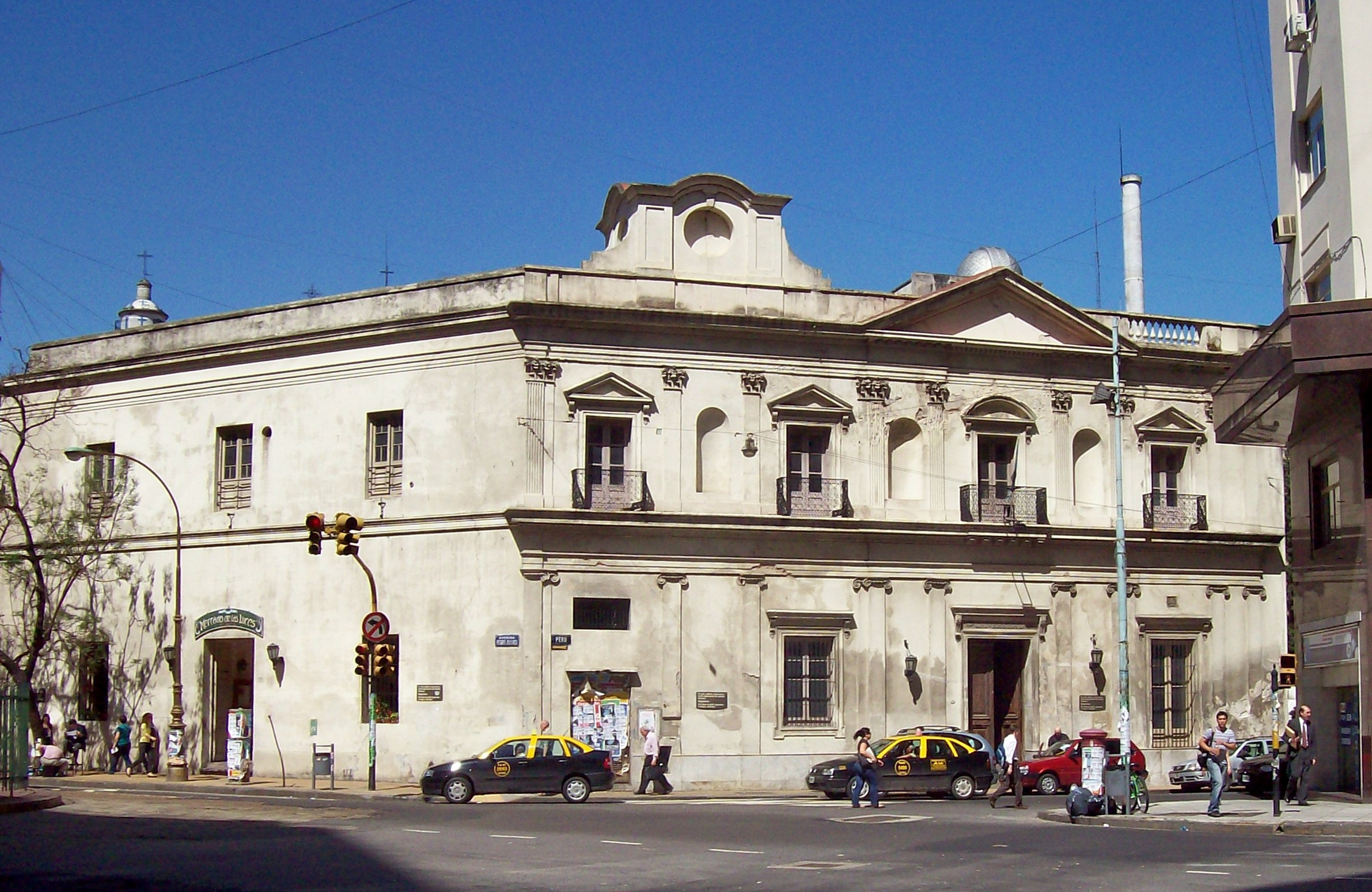
Primera sede de la FCEN, mutilada por la apertura de la Diagonal Sur

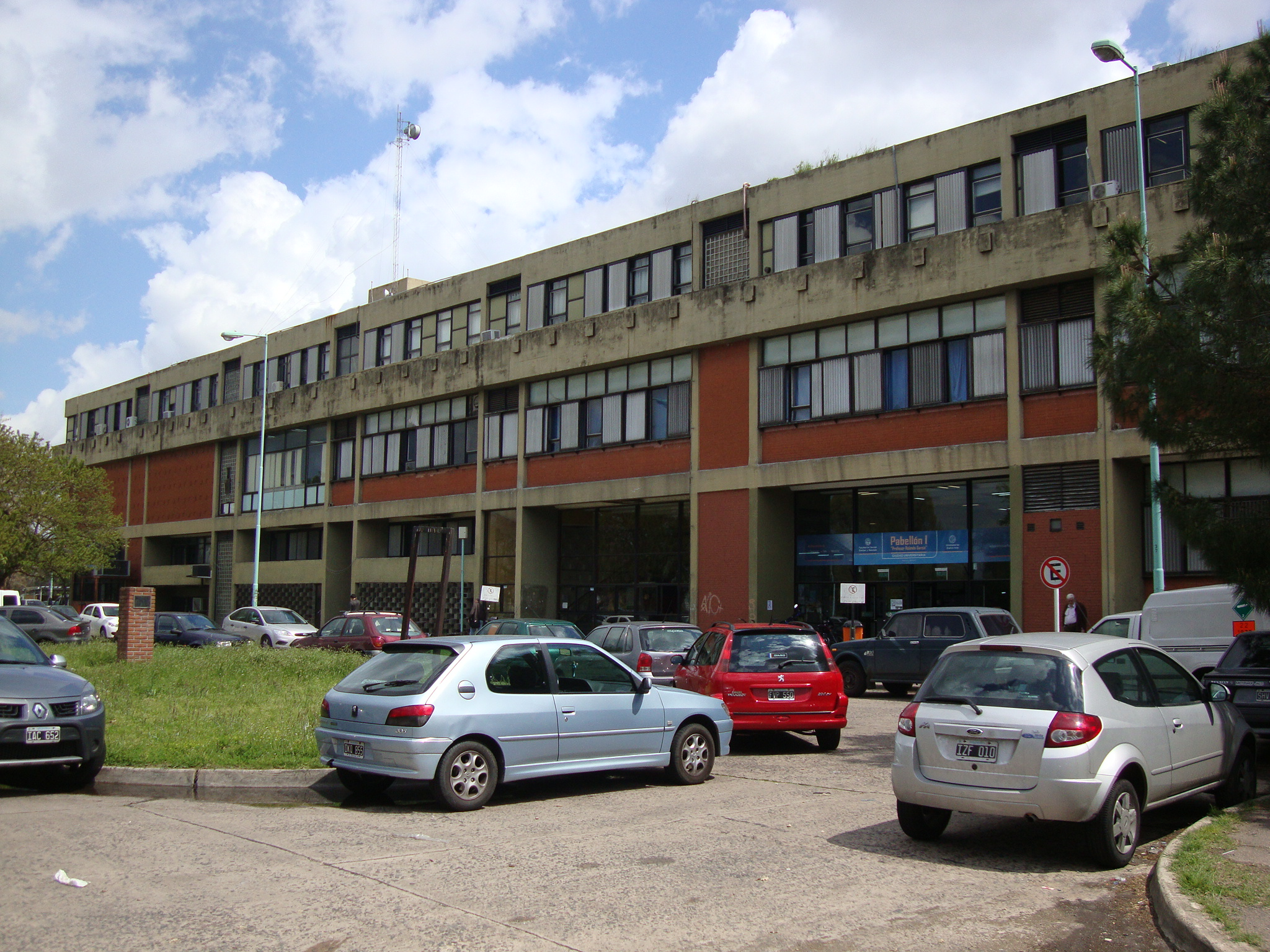
El Pabellón I, sede de los departamentos de Física, Matemática y Computación.

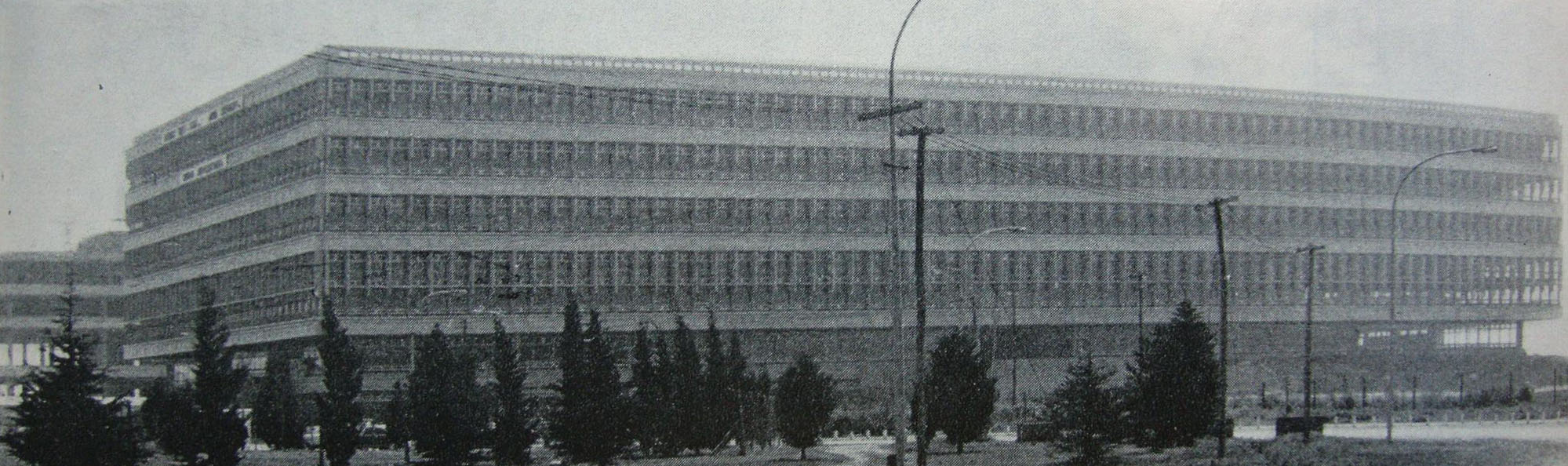
El Pabellón II en 1969. Sede de Química, Geología, Biología y otros departamentos.

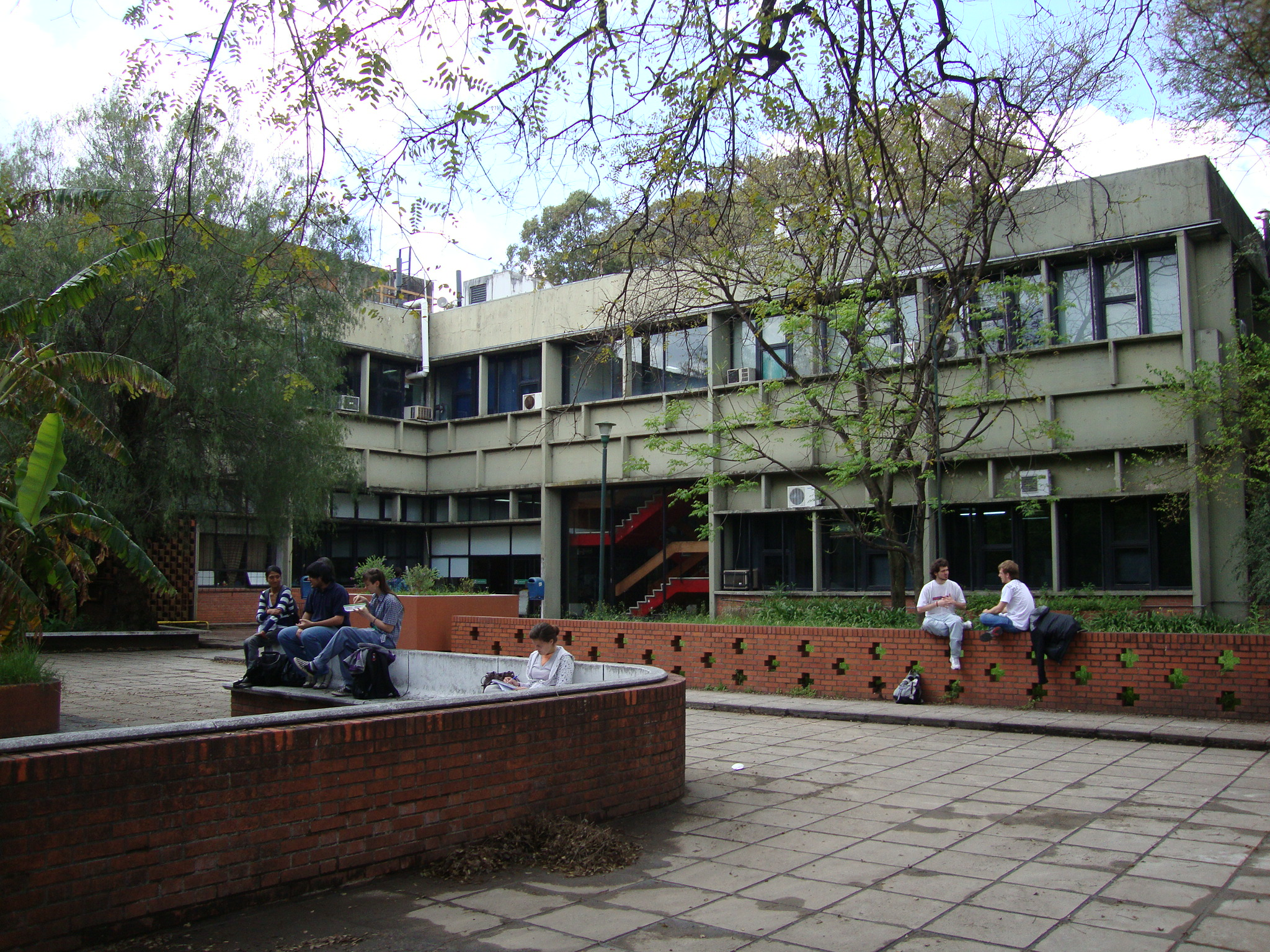
El Pabellón de Industrias. Sede del Departamento de Industrias.

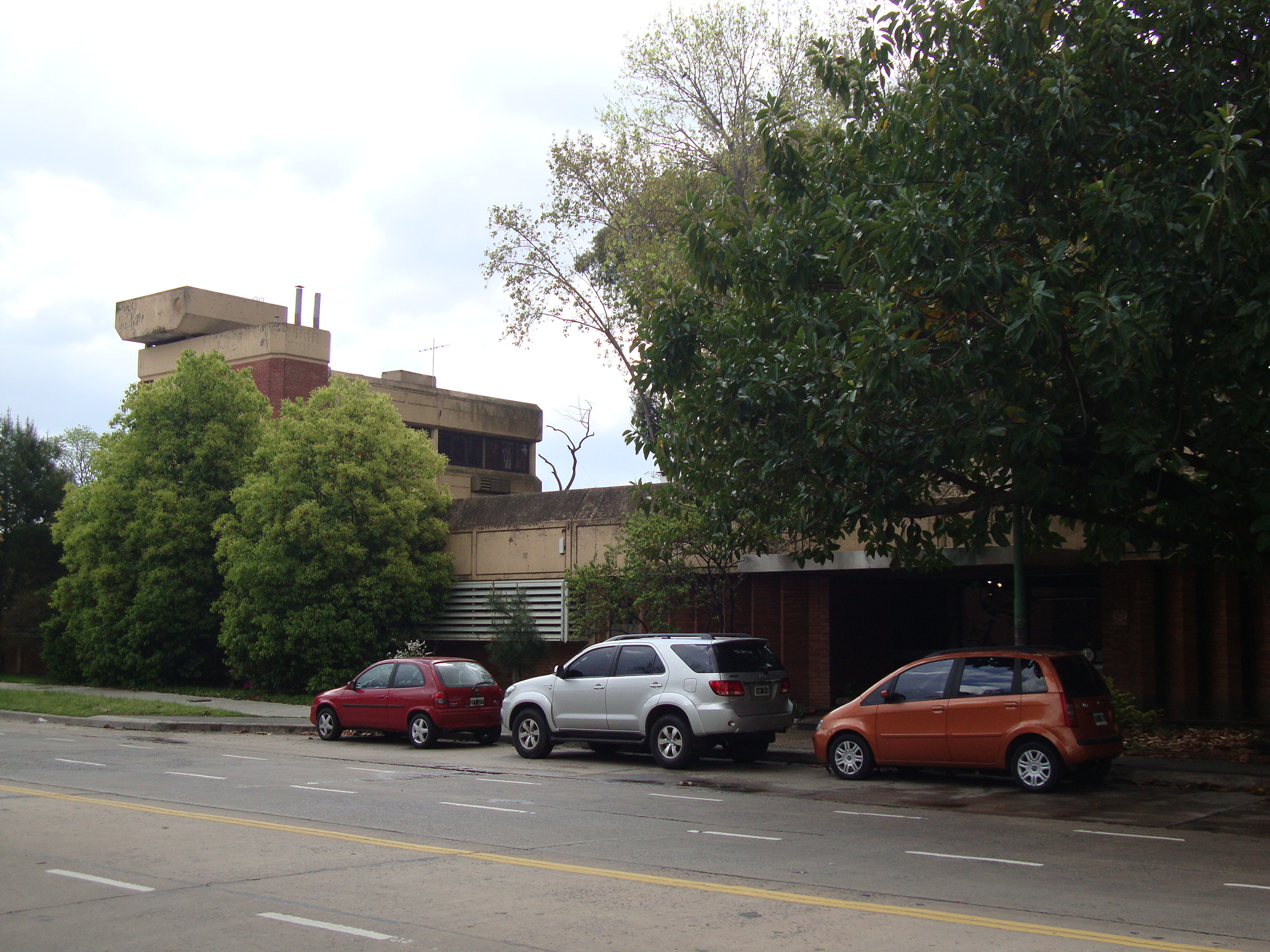
Instituto de Geocronología y Geología Isotópica (INGEIS)

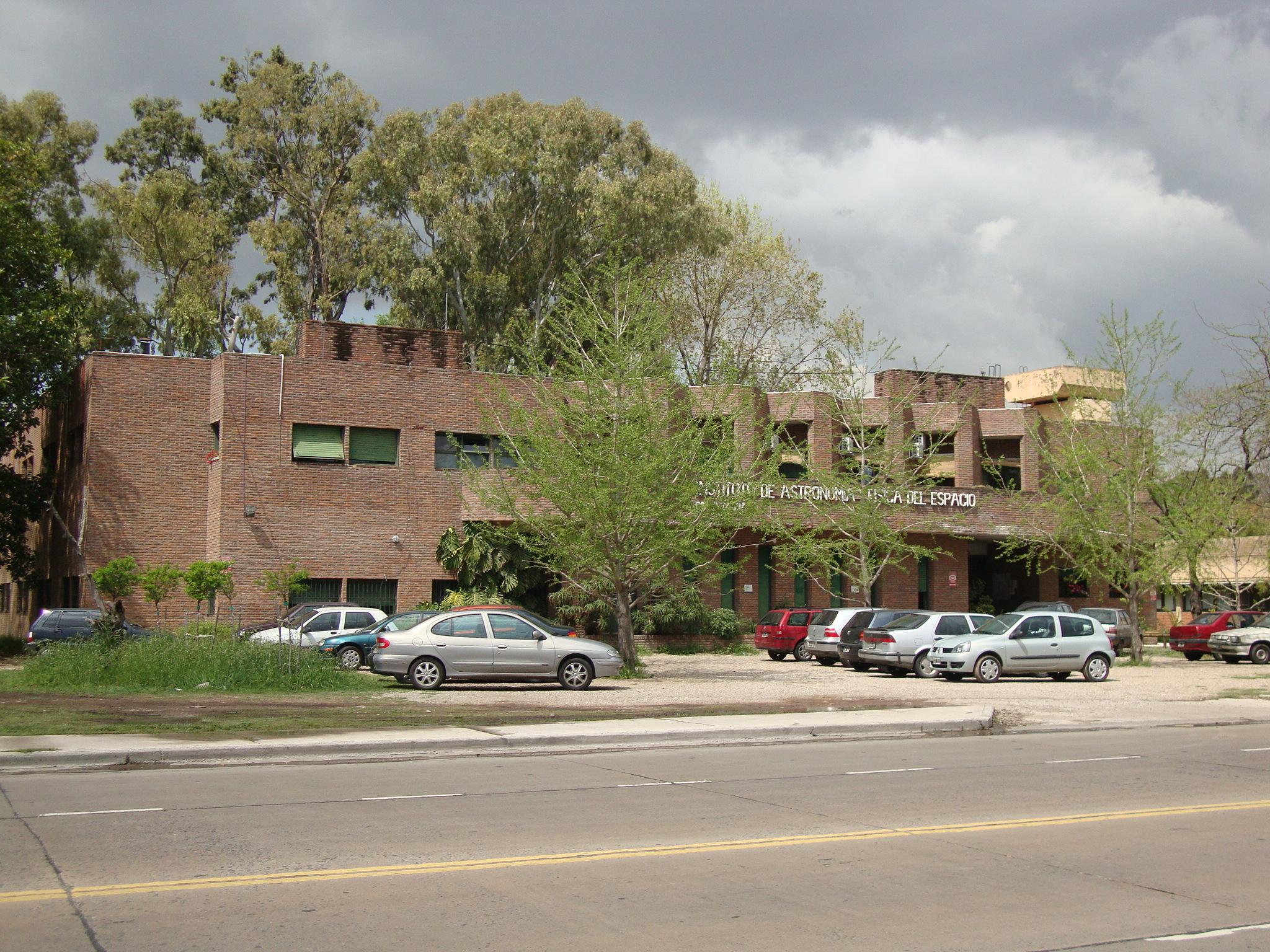
Instituto de Astronomía y Física del Espacio (IAFE)

Al momento de su creación, el Departamento de Ciencias Exactas ocupó parte de la sede de la Universidad de Buenos Aires, que estaba instalada en la antigua Procuraduría Jesuítica de la calle Perú 222, en la Manzana de las Luces.
Ya en 1907, el ingeniero Coni y el arquitecto Christophersen proyectaron un nuevo edificio contiguo, para aumentar el espacio necesitado por la creciente facultad. En 1931, el recinto de la antigua Sala de Representantes (Perú 272) fue aprovechada como Aula Magna. Sin embargo las décadas pasaron y la Facultad de Ciencias Exactas, Físicas y Naturales siguió en su antigua sede cada vez más insuficiente.
Fue recién con el desarrollo del proyecto de la Ciudad Universitaria de la UBA, a partir de 1956, que la Facultad de Ciencias Exactas y Naturales fue la primera en el orden de prioridad a la hora de asignar los nuevos edificios a construir en el terreno elegido, ubicado en el extremo noroeste de la ciudad, junto al Río de la Plata.
Pese a los problemas con el Concejo Deliberante de Buenos Aires en relación con la propiedad municipal o nacional de los terrenos, un equipo de la Facultad de Arquitectura y Urbanismo de la UBA diseñó un primer plan general, que fue luego descartado en su conjunto, pero de todas formas se decidió aprovechar las propuestas para dos edificios: ya en 1959 se encontraba en construcción el Pabellón I, destinado a los departamentos de Matemática, Física y Meteorología. También, junto con el Instituto de Cálculo, llegó a este nuevo edificio Clementina, la primera computadora de la Universidad de Buenos Aires. En 1960, el equipo de los arquitectos Eduardo Catalano y Horacio Caminos, argentinos radicados en Estados Unidos, desarrolló un nuevo plan general para la Ciudad Universitaria, mucho más ambicioso, de mayor escala y una imagen muy diferente a los dos primeros pabellones que estaban en construcción.
Rápidamente avanzaron las obras de relleno costero y defensa del margen del río y comenzó la construcción del Pabellón II, destinado a los restantes departamentos de Química, Biología y Geología, y de mucho mayor volumen que el Pabellón I. Este gran edificio vidriado comenzó a construirse en 1965 y se habilitó por etapas a partir de 1967. Hasta 1971 la Facultad de Ciencias Exactas tuvo que ceder provisoriamente uno de sus pisos a la Facultad de Arquitectura, cuando pudo finalmente habilitarse el Pabellón III y Exactas trasladó sus últimos departamentos que abandonaron el edificio de la calle Perú.
Con el crecimiento de la institución en la siguiente década, fue necesaria la construcción de dos pabellones nuevos, en donde se independizaron dos institutos dependientes del Conicet: el Instituto de Astronomía y Física del Espacio (IAFE) y el Instituto de Geocronología y Geología Isotópica (INGEIS). Ambos edificios se ubicaron cercanos al Pabellón I y se inauguraron en 1984.

### IFIBYNE, CIMA y “Cero más Infinito”
A mediados de 2008 se realizó el concurso de anteproyectos para la construcción de un pabellón independiente que funcionara como sede del Instituto de Fisiología, Biología Molecular y Neurociencias (IFiByNe). Cerrado en octubre de ese año, se declaró ganadora la propuesta de los arquitectos Ana Paula Saccone y Mariano González Moreno (miembros del personal del estudio MSGSSS). Luego de los pliegos de licitación demorados, las obras comenzaron finalmente en marzo de 2011, financiadas con préstamo del Banco Interamericano de Desarrollo (BID).
El 18 de febrero de 2011, el arquitecto uruguayo Rafael Viñoly y Sebastián Ceria, CEO de una compañía de software de Nueva York y egresado de la UBA, se reunieron con la presidenta Cristina Fernández de Kirchner para presentar la propuesta de construcción de un anexo para la Facultad de Ciencias Exactas y Naturales, mediante una cuantiosa donación a realizar por Ceria. El proyecto diseñado por el estudio de Viñoly fue titulado "Cero más infinito" ya que esa sería la forma de los dos patios internos del nuevo anexo del Pabellón I, que quedaría enfrentado al viejo edificio. El pabellón cuenta con 10 aulas de computadoras, con 50 computadoras cada una, 19 aulas para 60 alumnos y 5 aulas de seminarios para 100 personas.
A comienzos de 2013, la UBA y el Conicet empezaron la construcción del Centro de Investigaciones del Mar y la Atmósfera (CIMA), una ampliación sobre el primer piso del pabellón del INGEIS.

## Departamentos, estructuras académicas y organismos

### Departamentos Docentes
- Departamento de Ciencias de la Atmósfera y los Océanos
- Departamento de Computación
- Departamento de Física
- Departamento de Geología
- Departamento de Matemática
- Departamento de Química Biológica
- Departamento de Química Inorgánica, Analítica y Química Física
- Departamento de Química Orgánica
- Departamento de Fisiología, Biología Molecular y Celular
- Departamento de Ecología, Genética y Evolución
- Departamento de Biodiversidad y Biología Experimental
- Departamento de Industrias

### Institutos UBA-Conicet
- Instituto de Astronomía y Física del Espacio (IAFE)
- Centro de Investigaciones del Mar y la Atmósfera (CIMA)
- Centro de Investigaciones de Hidratos de Carbono (CIHIDECAR)
- Instituto de Estudios Andinos Don Pablo Groeber (IDEAN)
- Instituto de Micología y Botánica (InMiBo)
- Instituto de Química-Física de Materiales, Medio Ambiente y Energía (INQUIMAE)
- Instituto de Química Biológica de la Facultad de Ciencias Exactas y Naturales (IQUIBICEN)
- Instituto de Fisiología, Biología Molecular y Neurociencias (IFIBYNE)
- Instituto de Física del Plasma (INFIP)
- Instituto de Geocronología y Geología Isotópica (INGEIS)
- Instituto de Geociencias Básicas, Aplicadas y Ambientales de Buenos Aires (IGEBA)
- Unidad de Microanálisis y Métodos Físicos en Química Orgánica (UMYMFOR)
- Instituto de Física de Buenos Aires (IFIBA)
- Instituto de Cálculo (IC)
- Instituto de Investigaciones Matemáticas Luis A. Santaló (IMAS)
- Instituto de Ciencias de la Computación

### Institutos Conicet asociados
- Instituto de Ingeniería Genética y Biología Molecular (INGEBI)

### Otras estructuras académicas de la Facultad
- CEFIEC

## Carreras de Grado
- Licenciatura en Ciencias de la Computación
- Licenciatura en Ciencias de Datos
- Licenciatura en Ciencias de la Atmósfera
- Licenciatura en Oceanografía
- Licenciatura en Ciencias Biológicas
- Licenciatura en Ciencias Físicas
- Licenciatura en Ciencias Geológicas
- Licenciatura en Ciencias Matemáticas
- Licenciatura en Ciencias Químicas
- Licenciatura en Paleontología
- Licenciatura en Ciencia y Tecnología de los Alimentos

## Fotos

### Pabellón I “Dr. Rolando García”

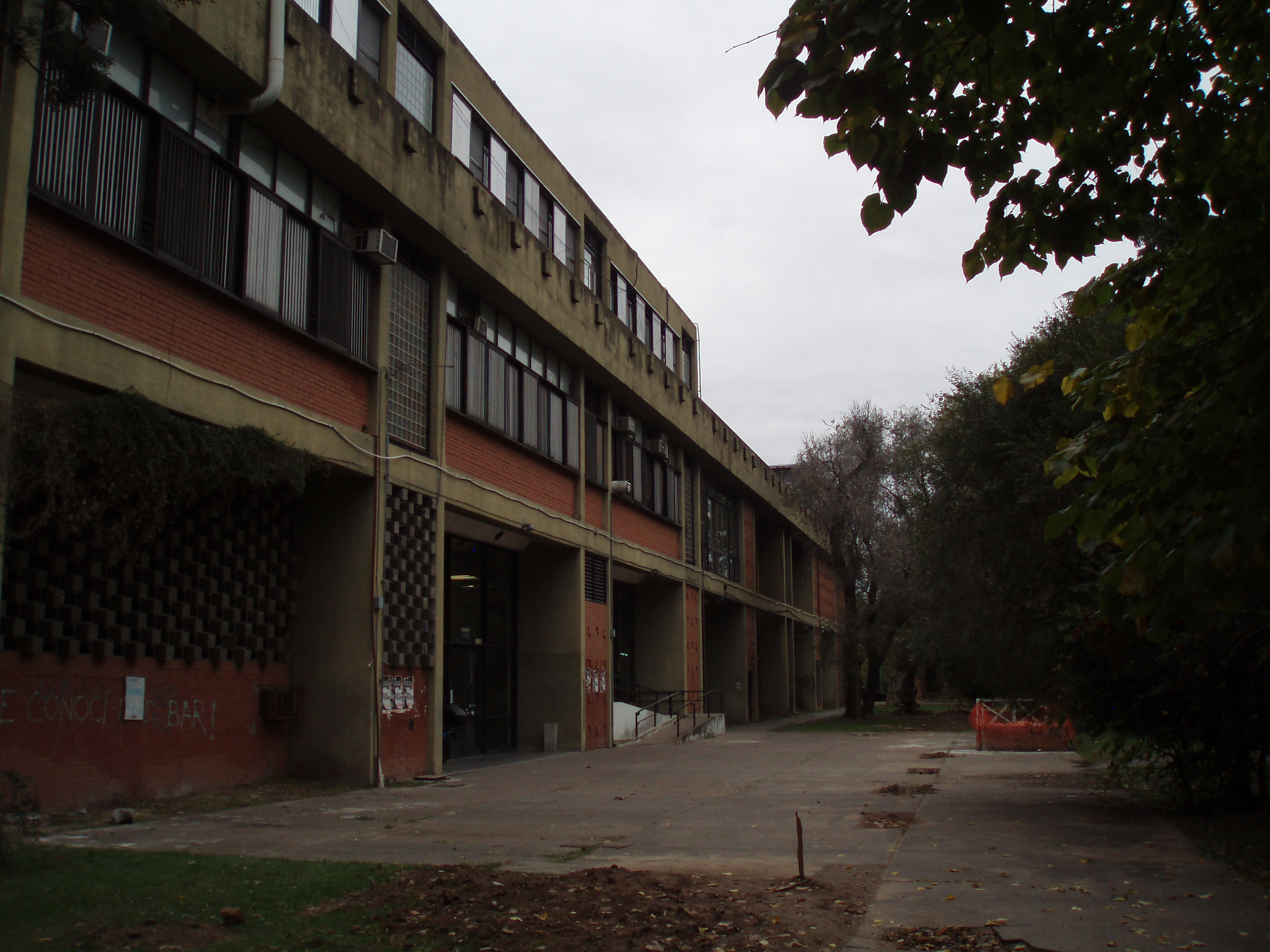
Fachada trasera
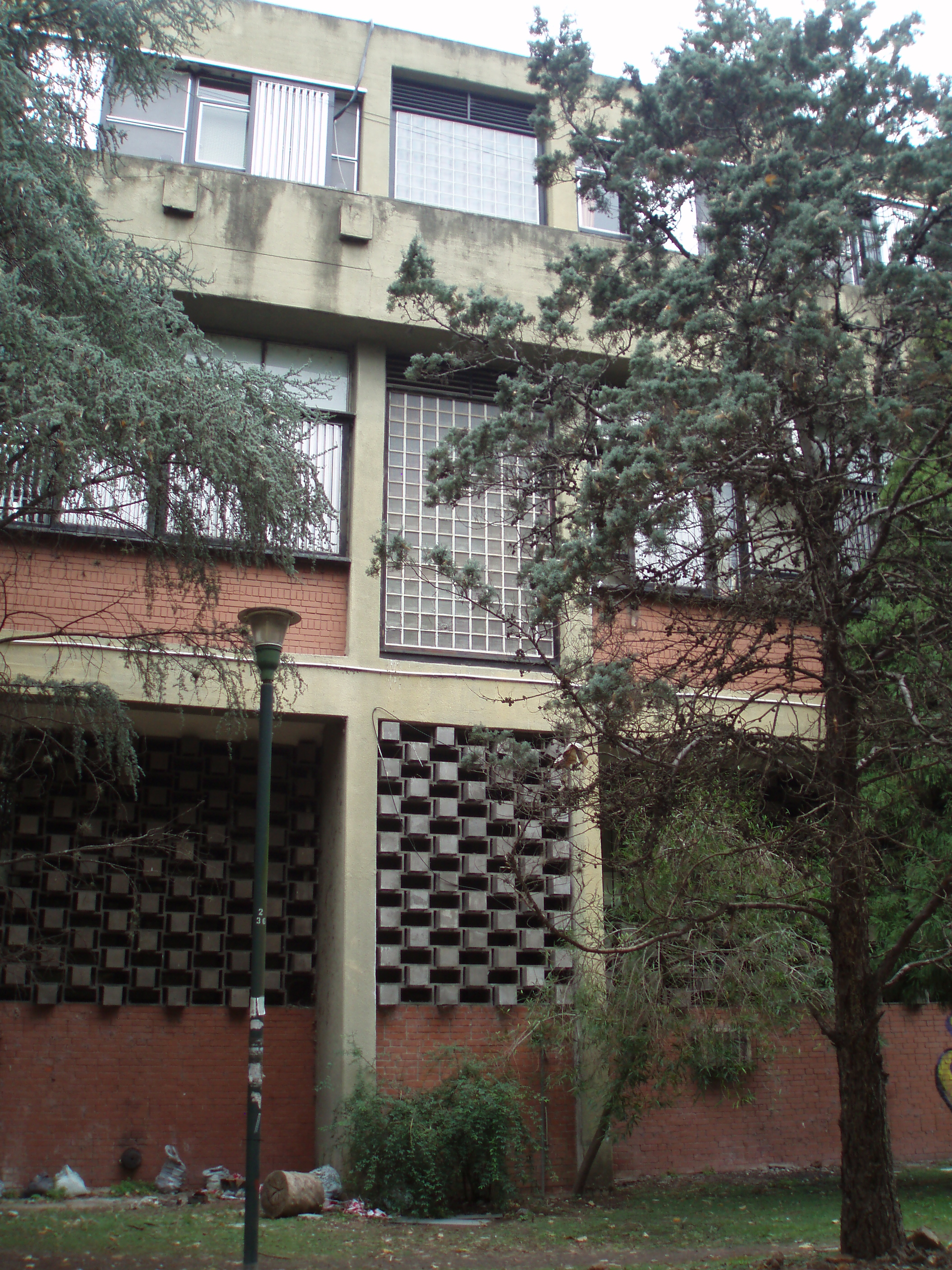
Detalle de fachada
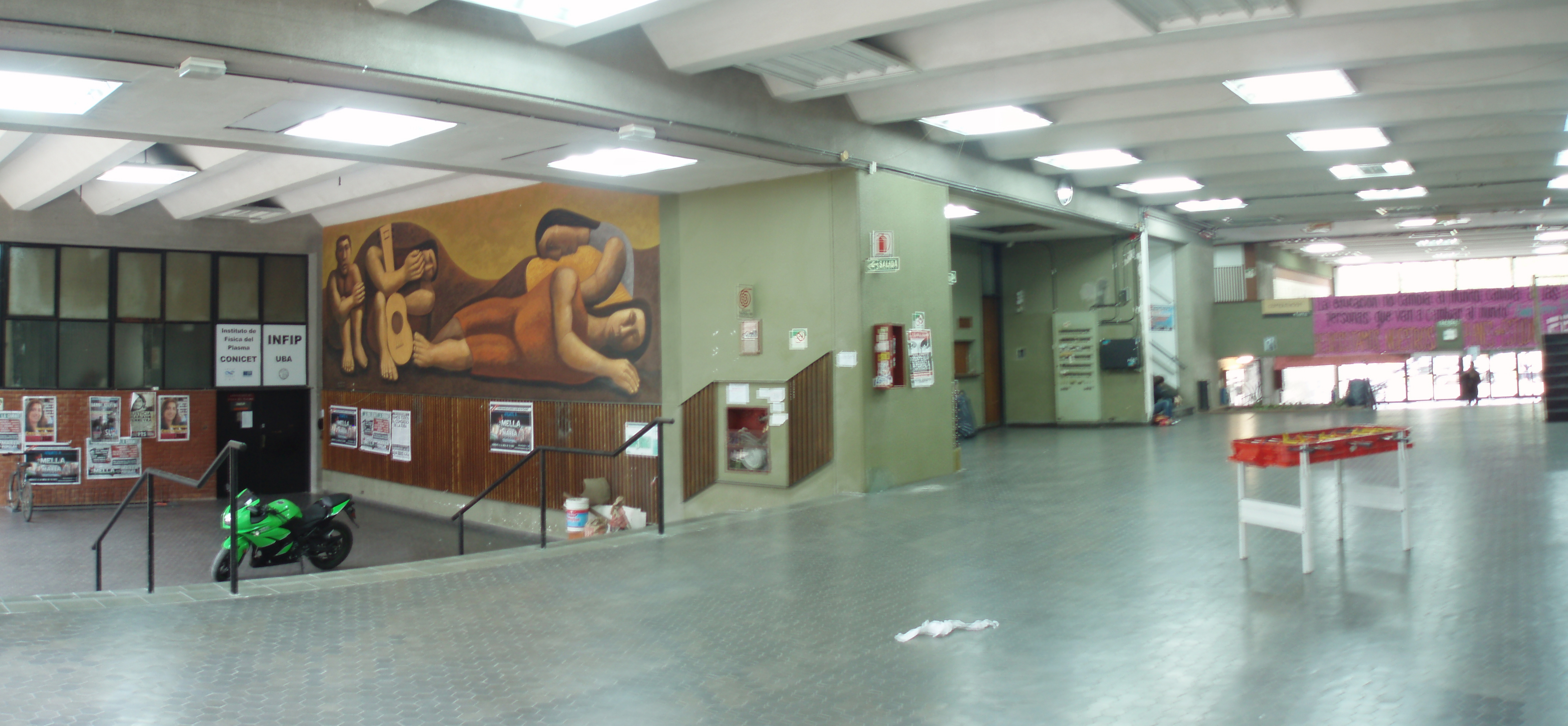
Hall de entrada
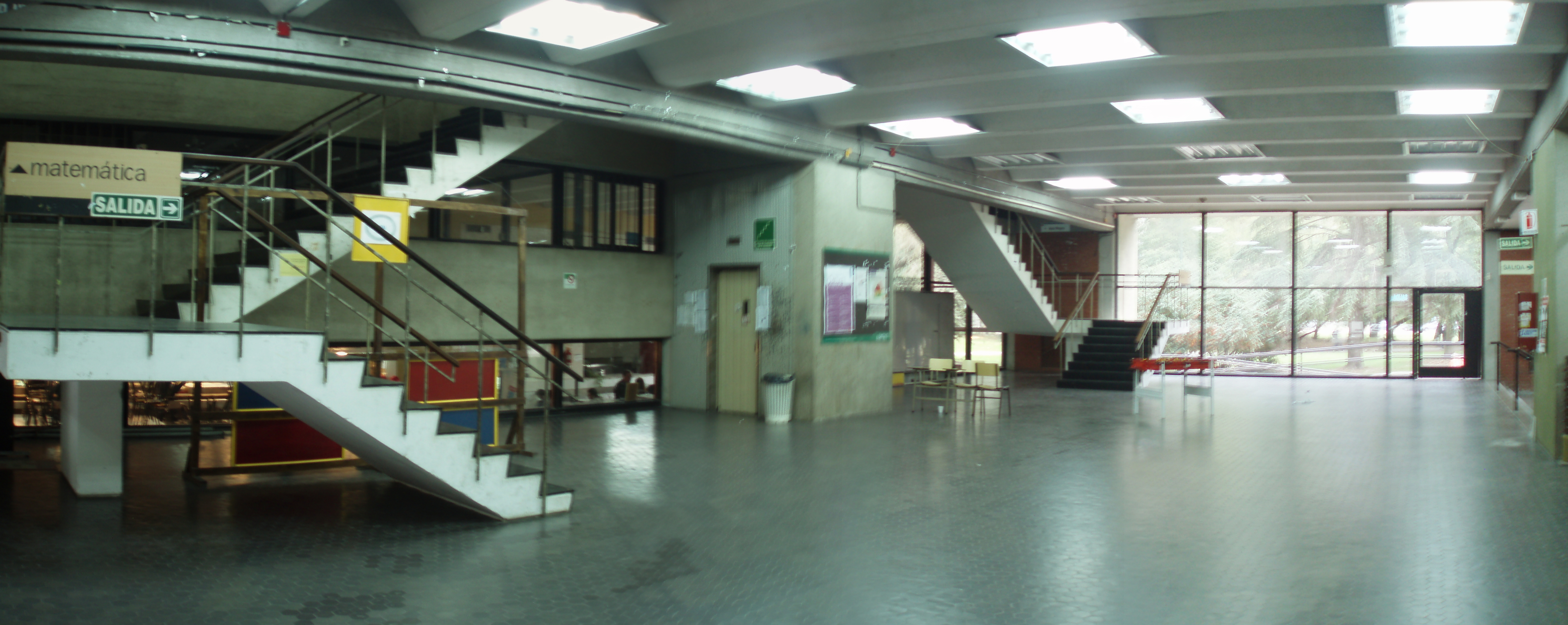
Hall de entrada

### Pabellón II

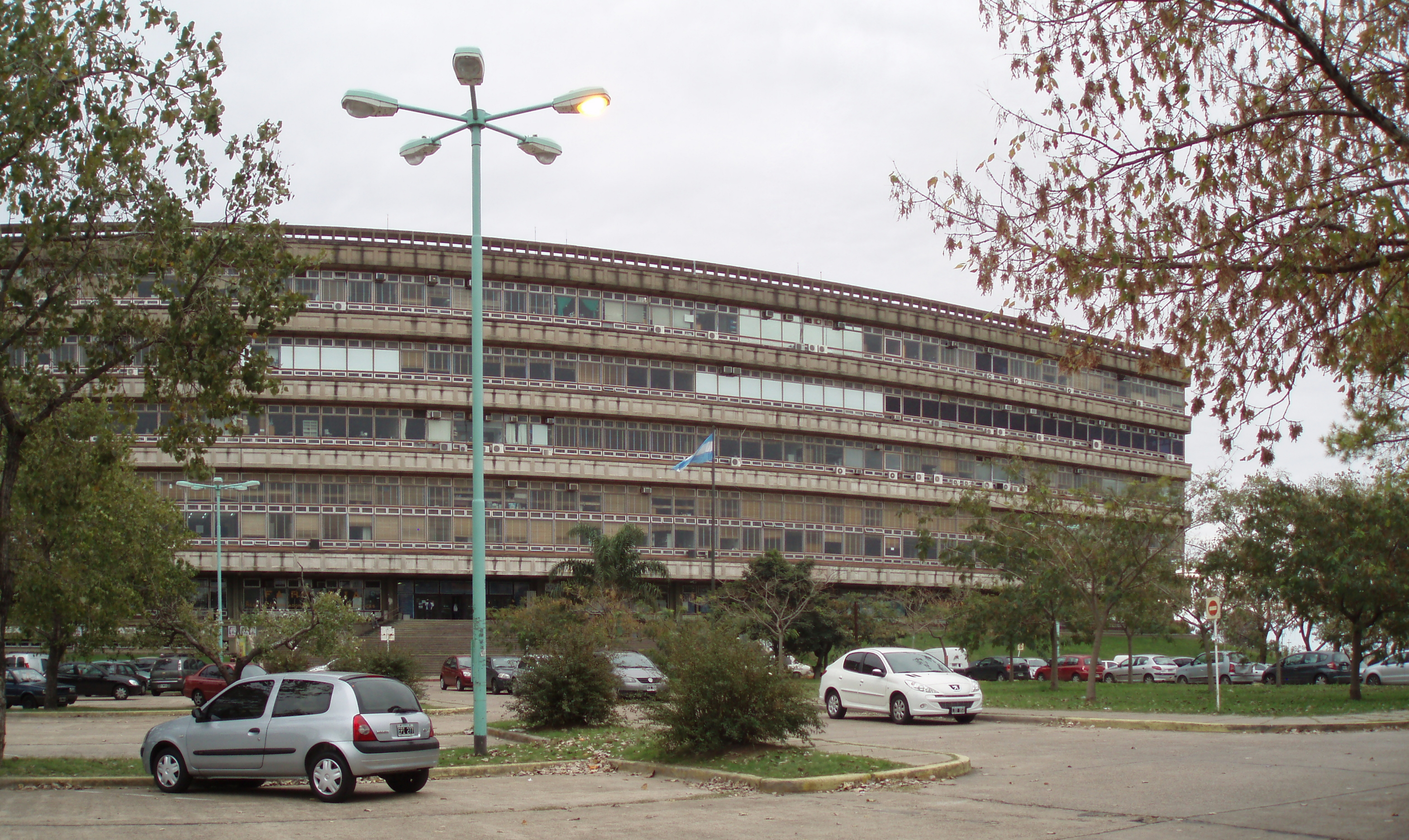
Vista desde el estacionamiento
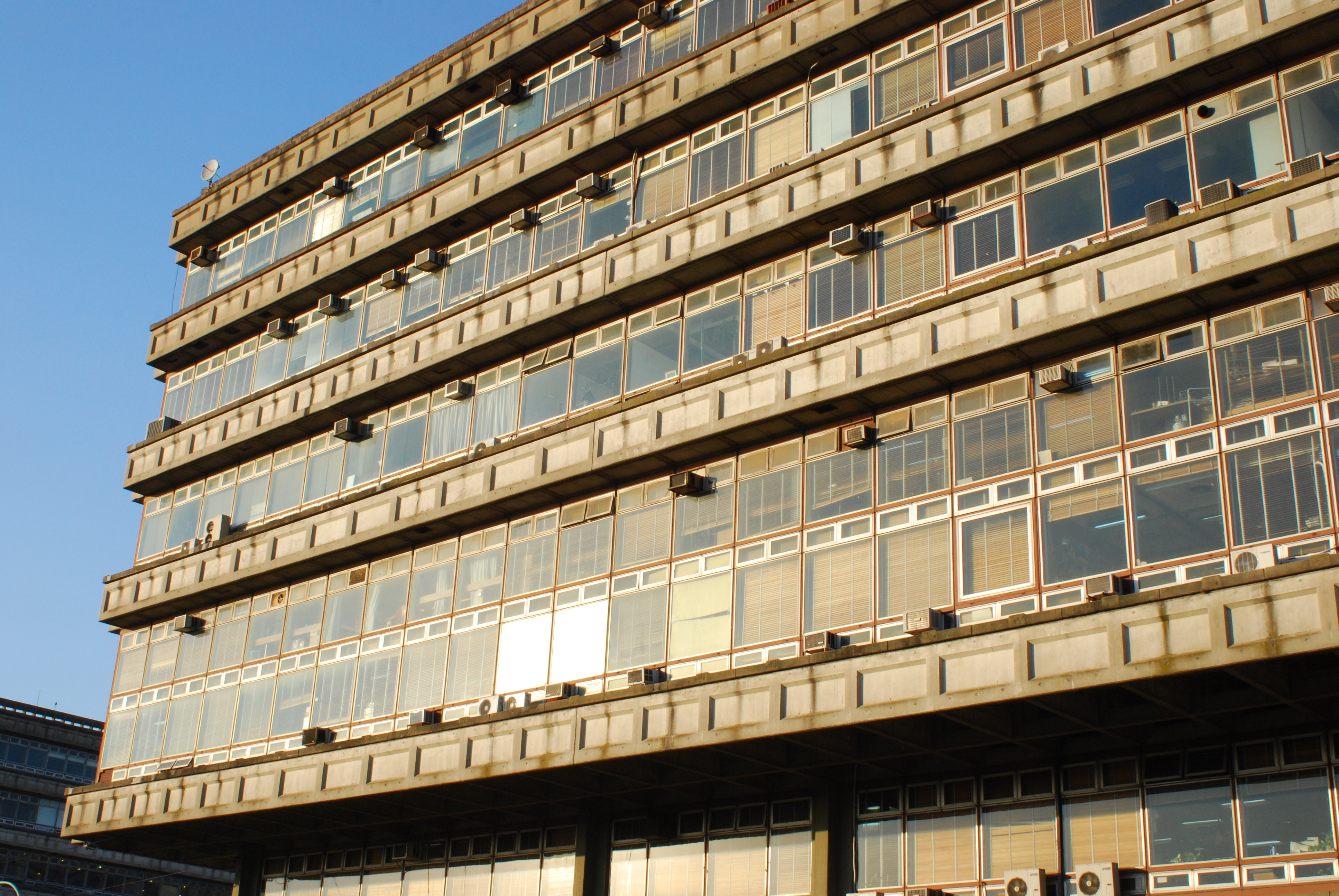
Fachada del Pabellón II
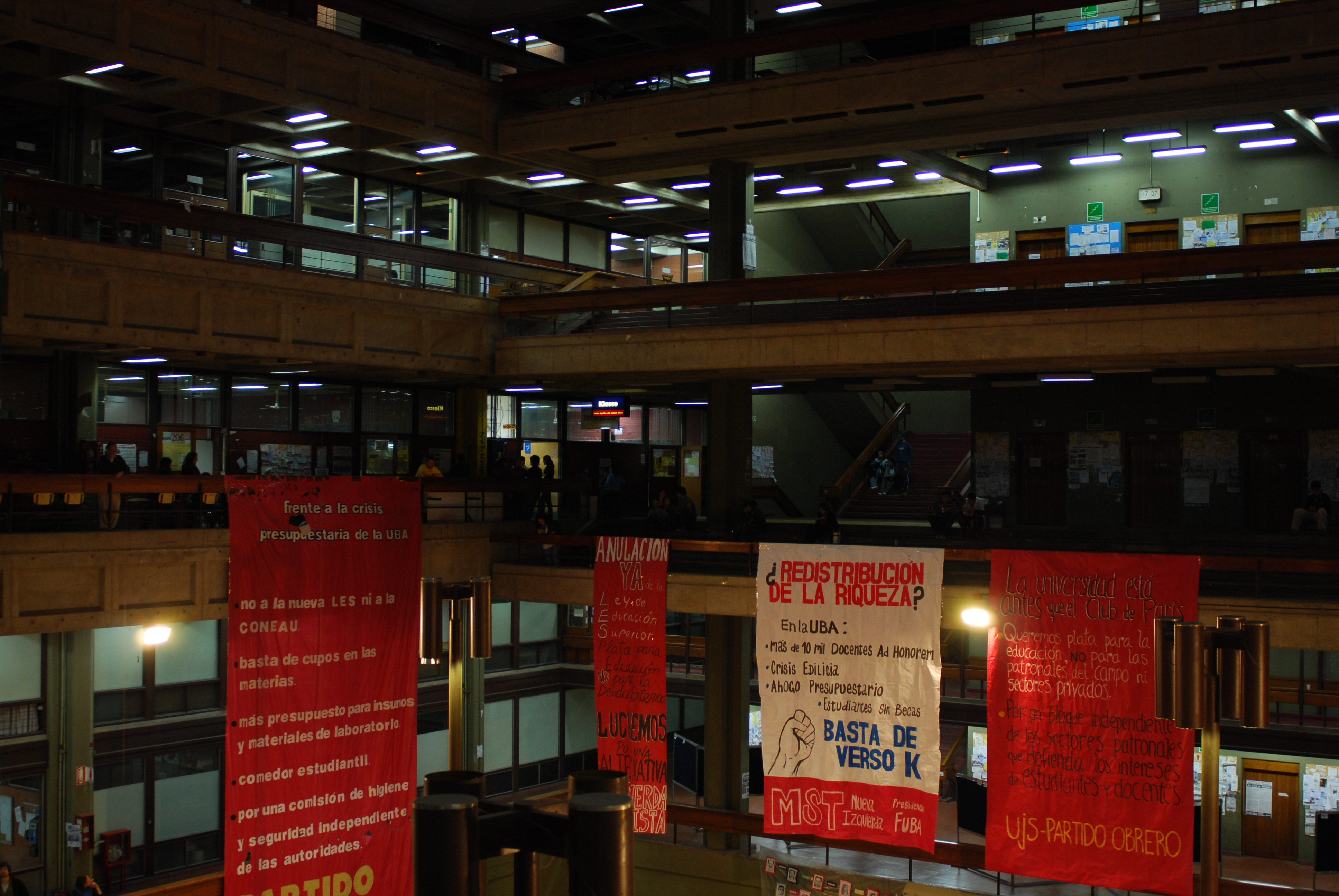
Pabellón II: Vista de los distintos pisos desde el patio central.
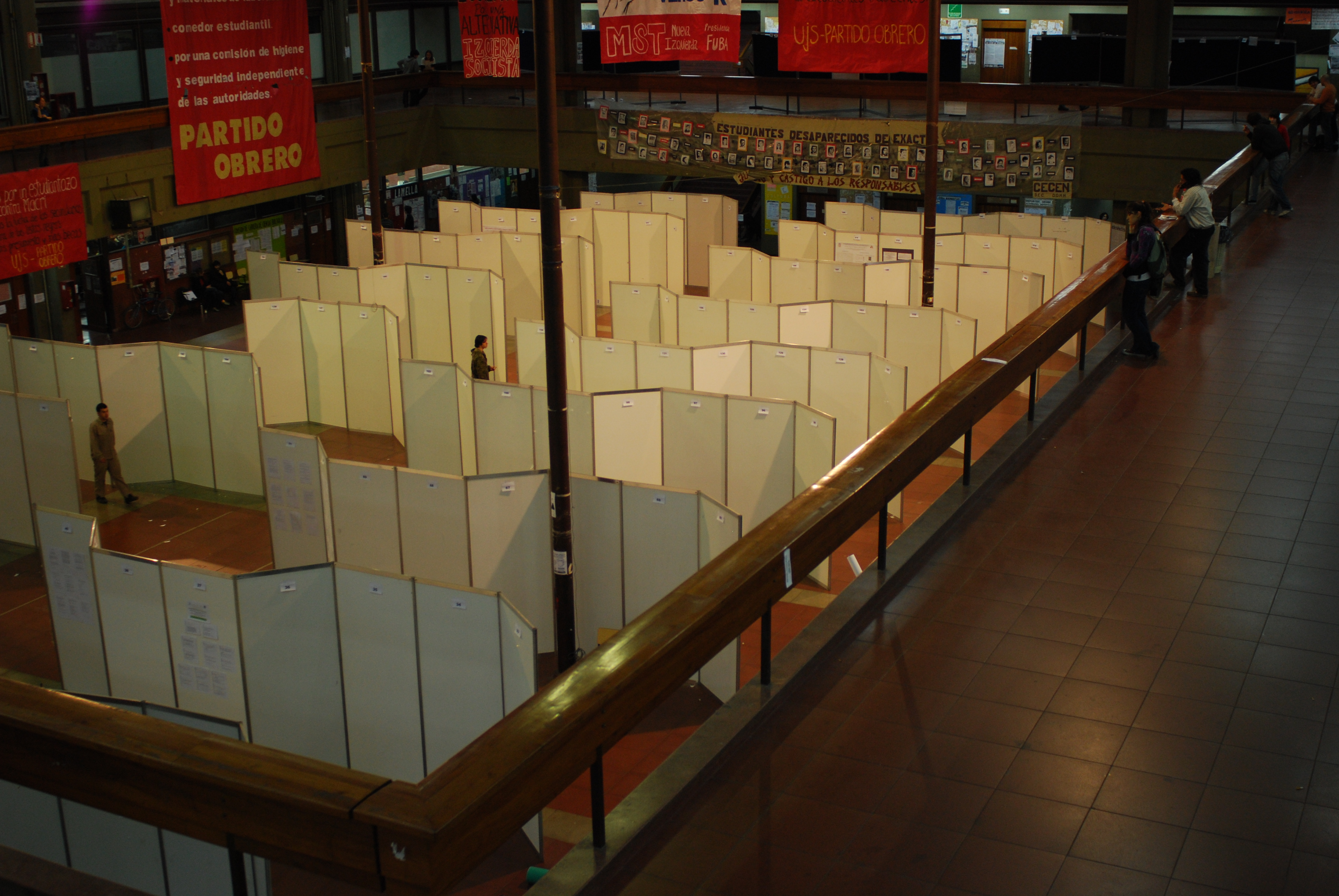
Patio central desde el 1.er piso
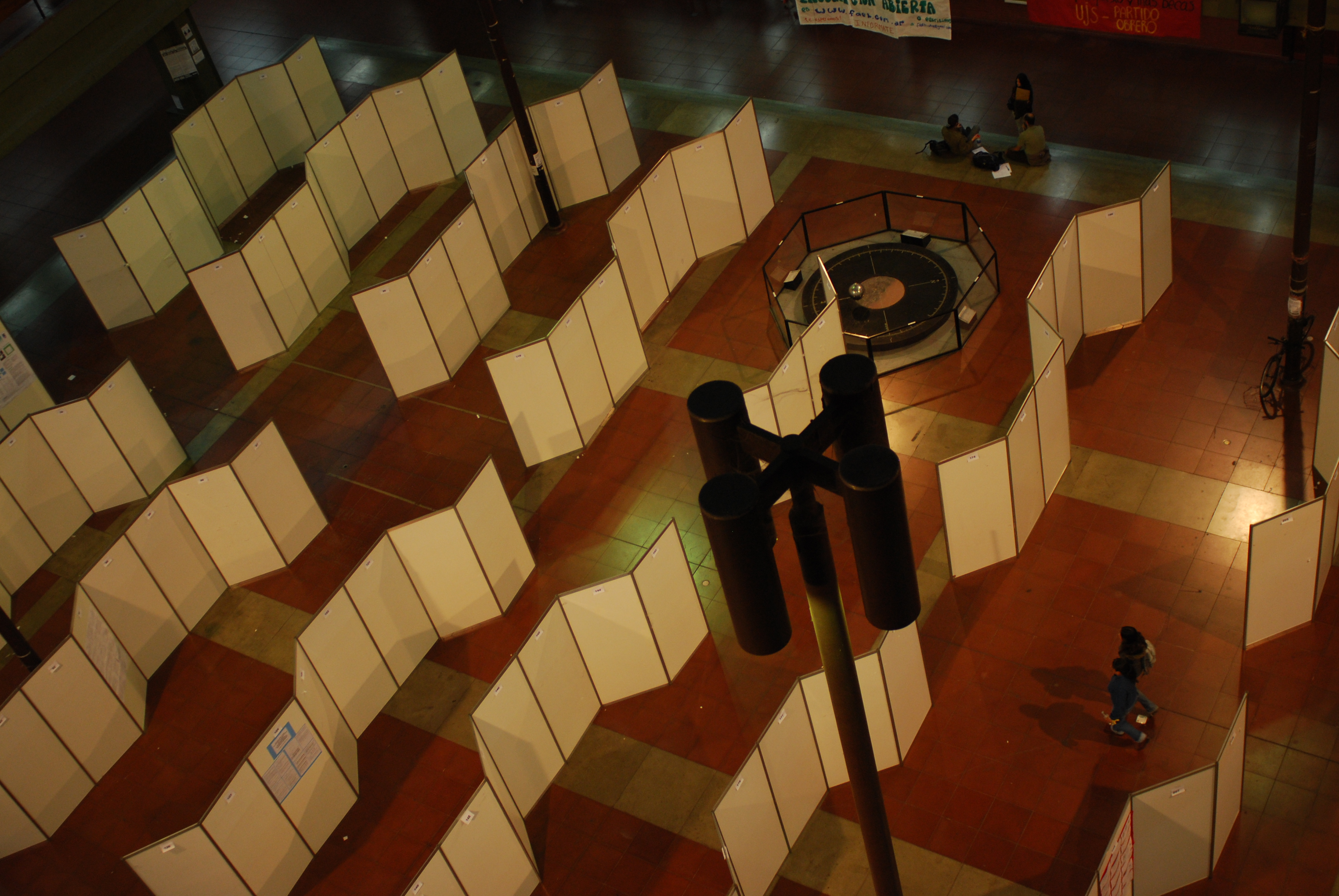
Patio central
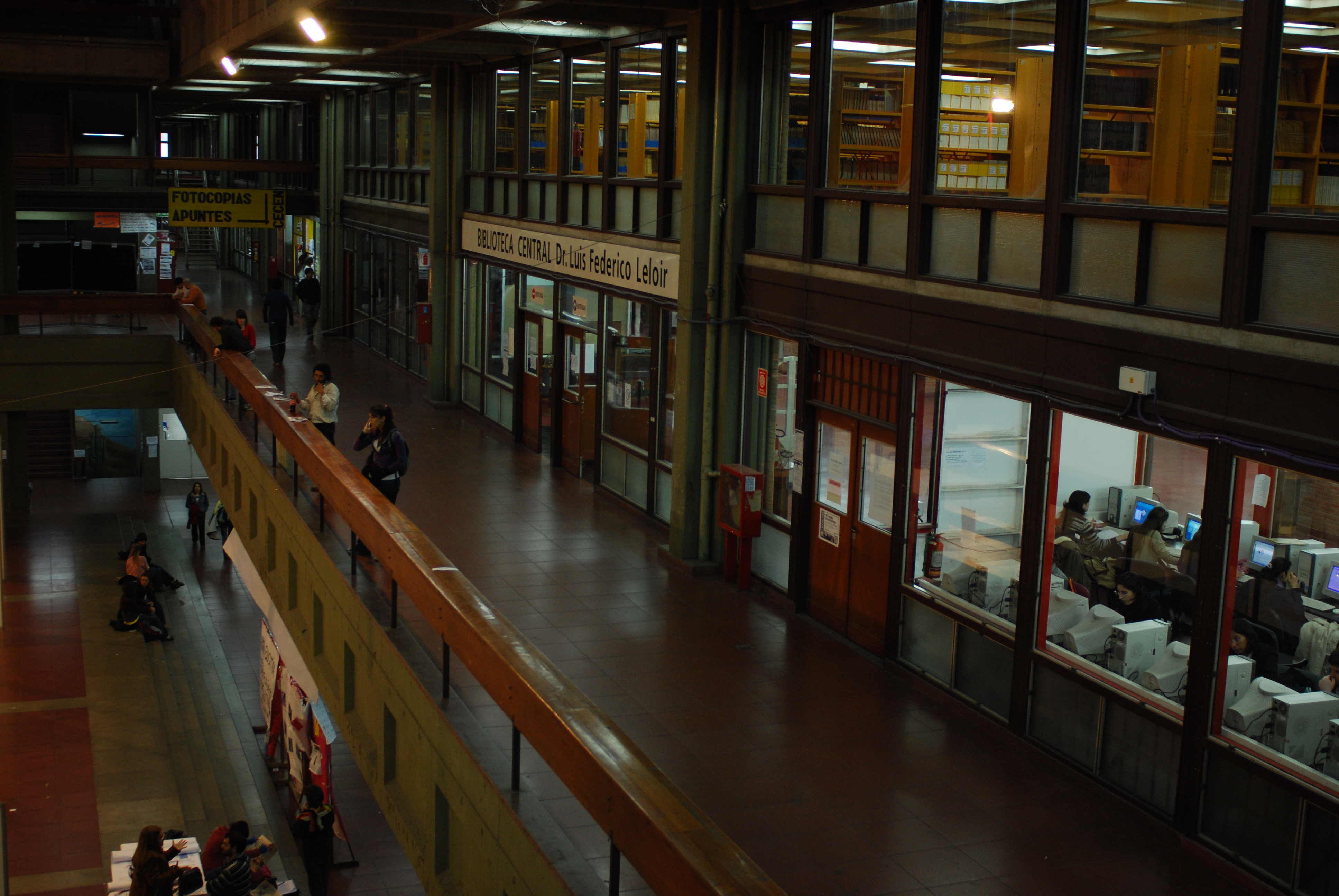
Pabellón II: Entrada a la Biblioteca
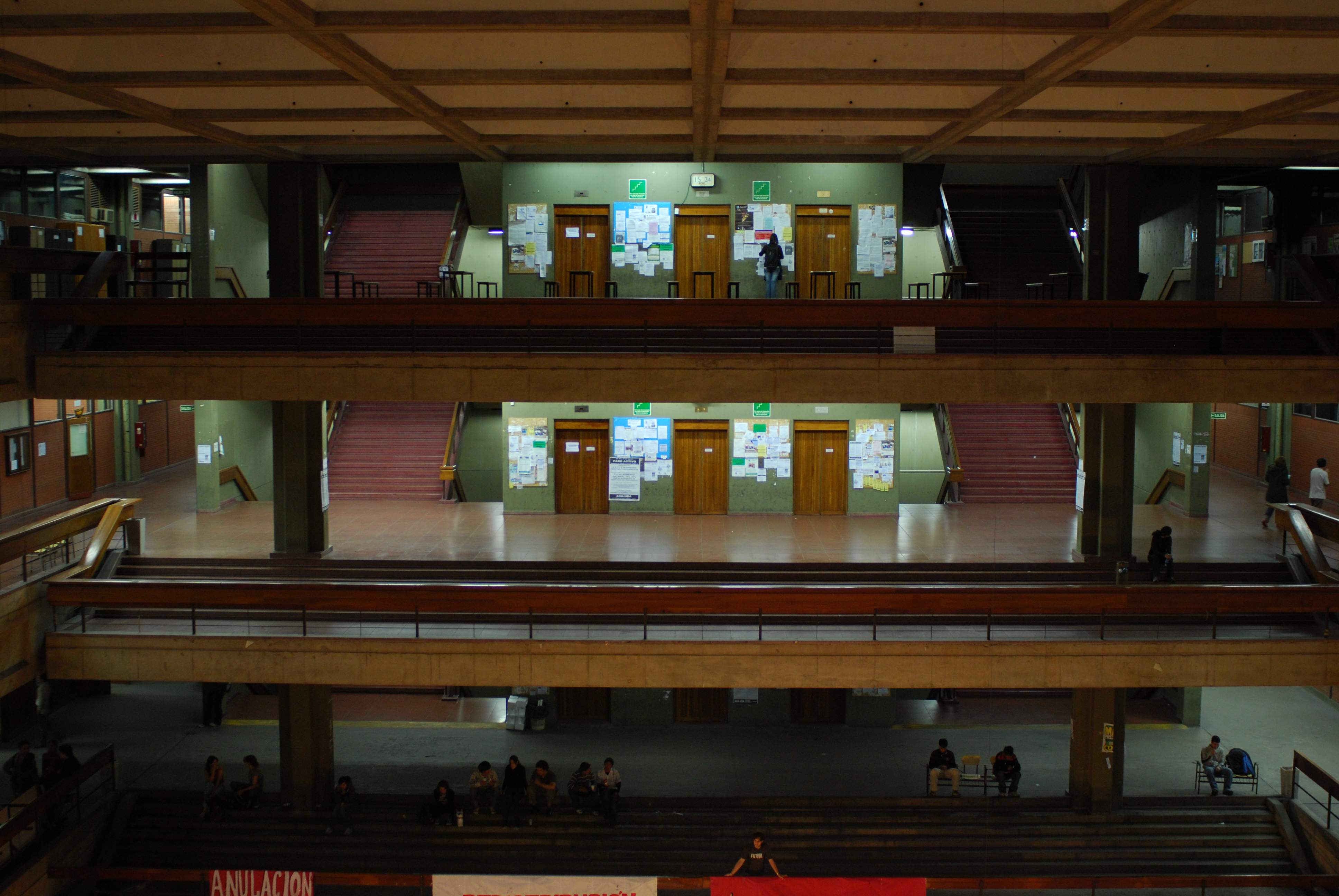
Ascensores en 3.er y 4.º piso
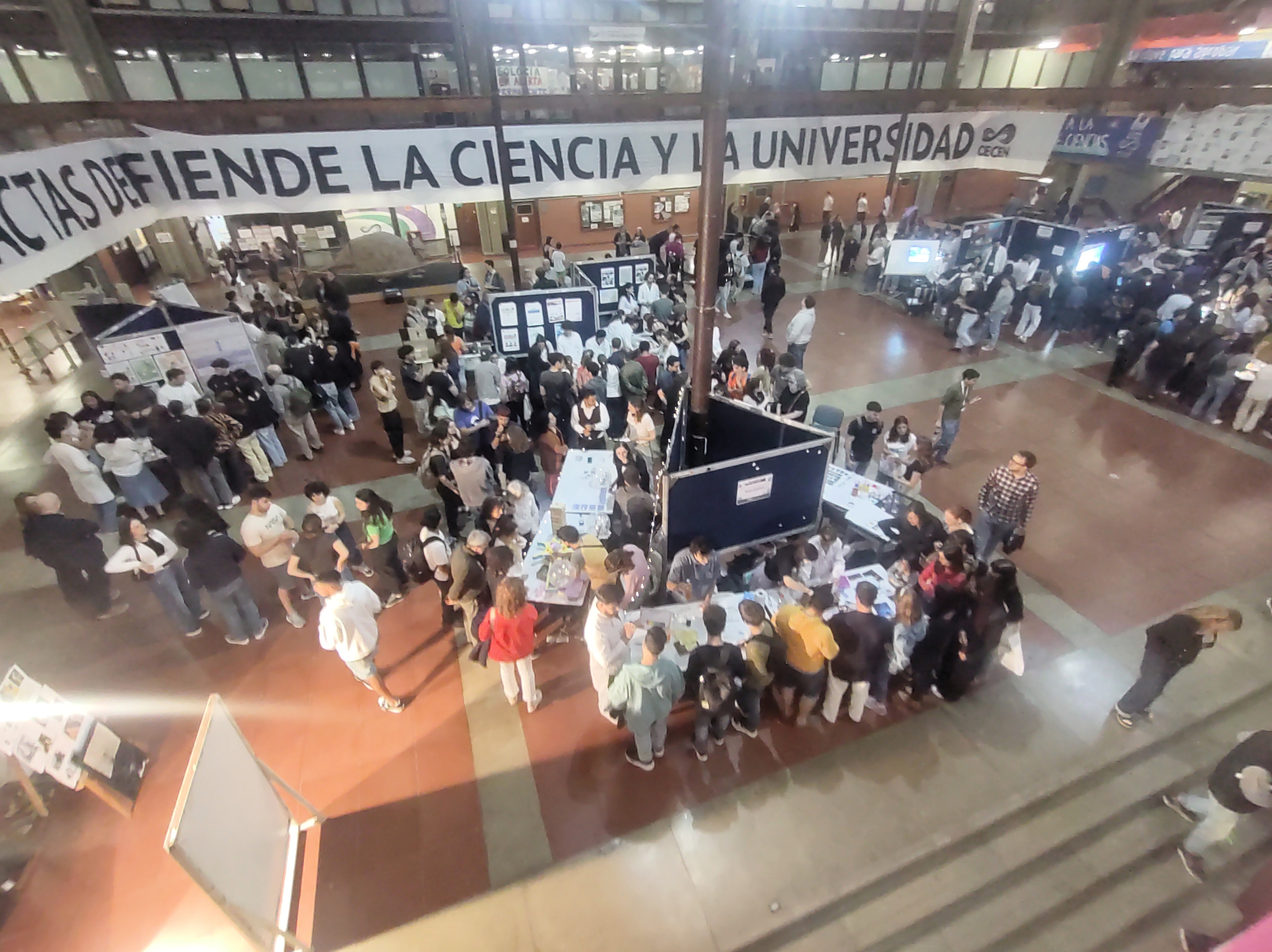
Patio central durante la "Noche de las Ciencias"

### Pabellón de Industrias

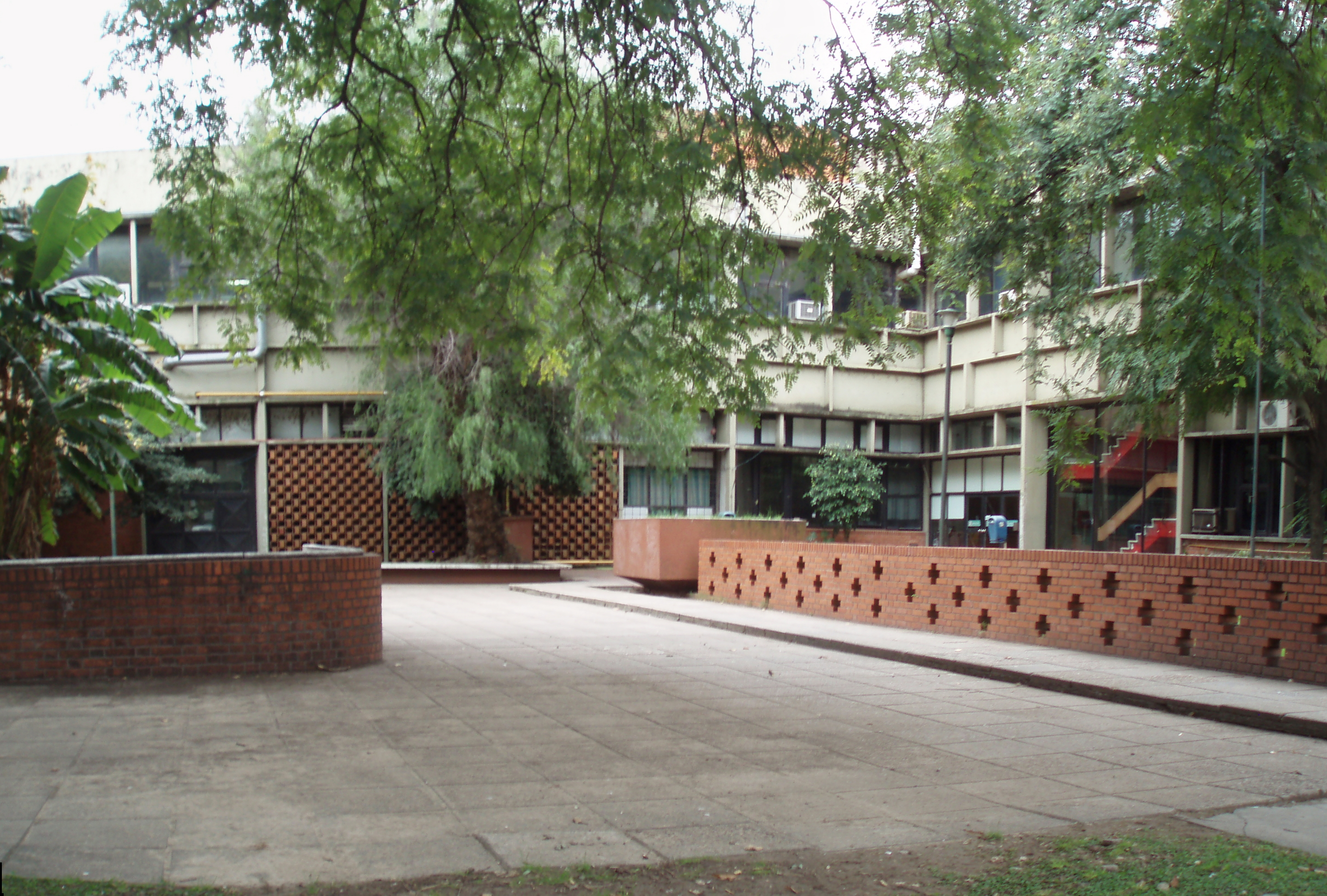
Acceso
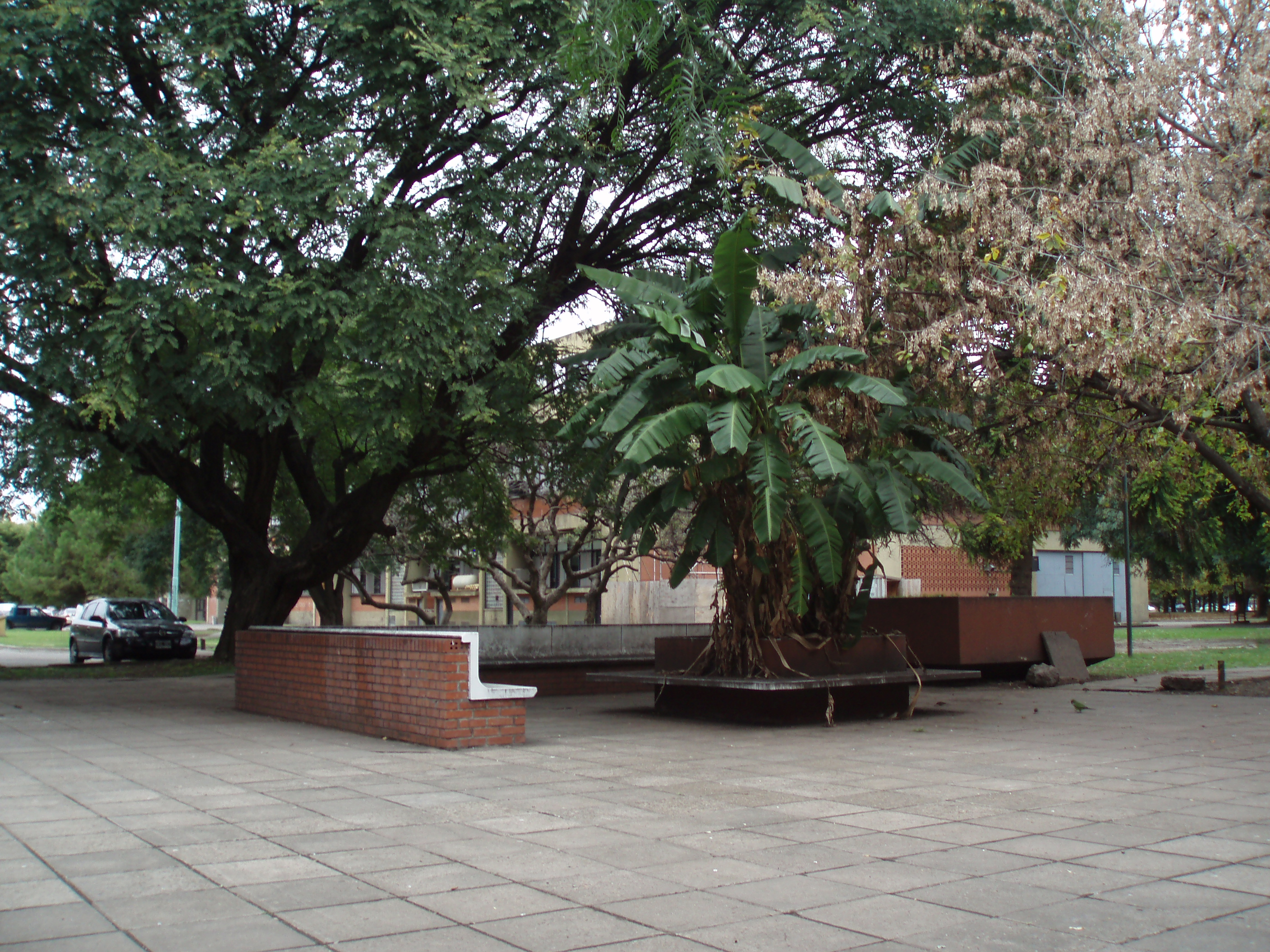
Plaza de acceso
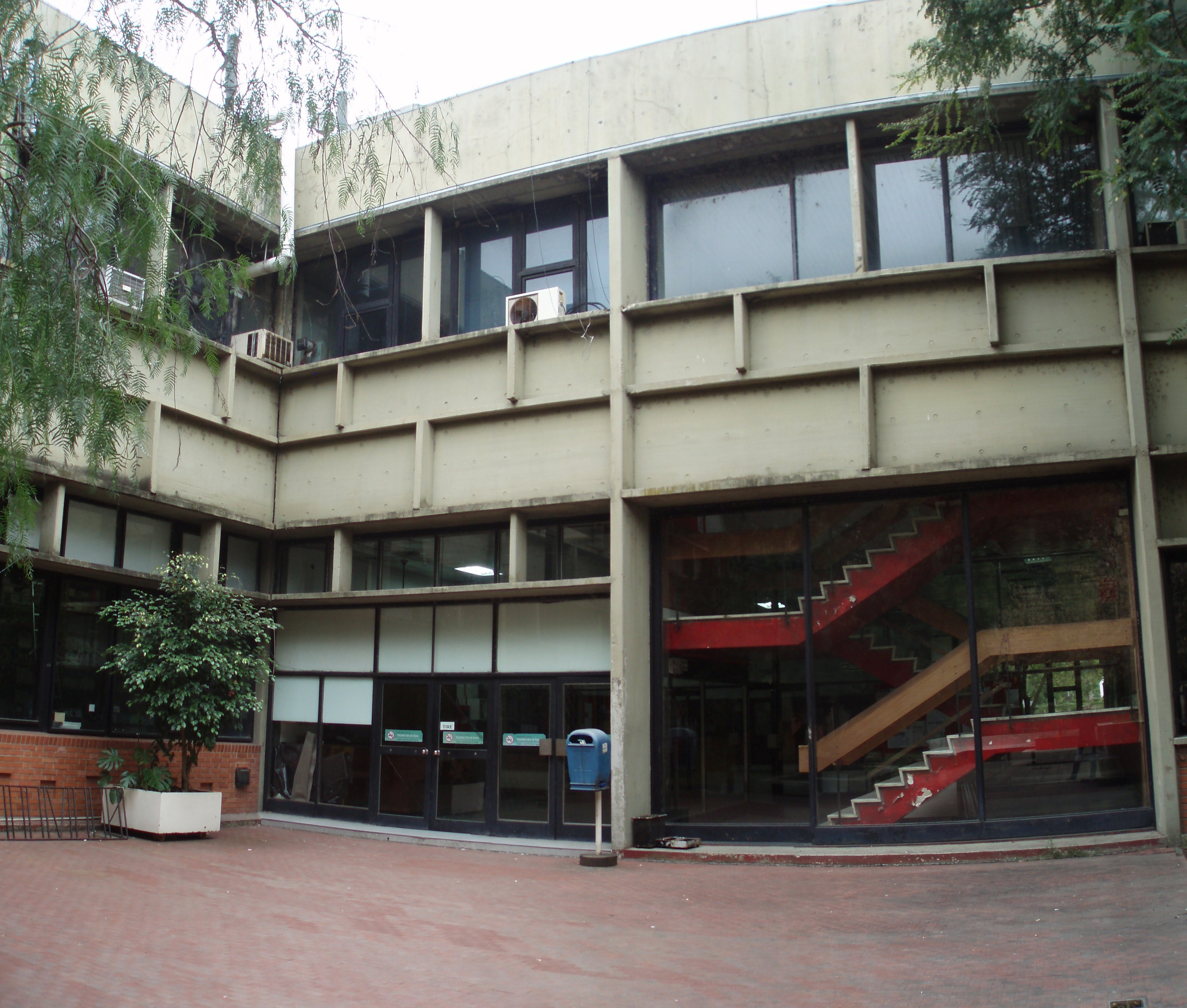
Entrada

### Pabellón Cero + Infinito

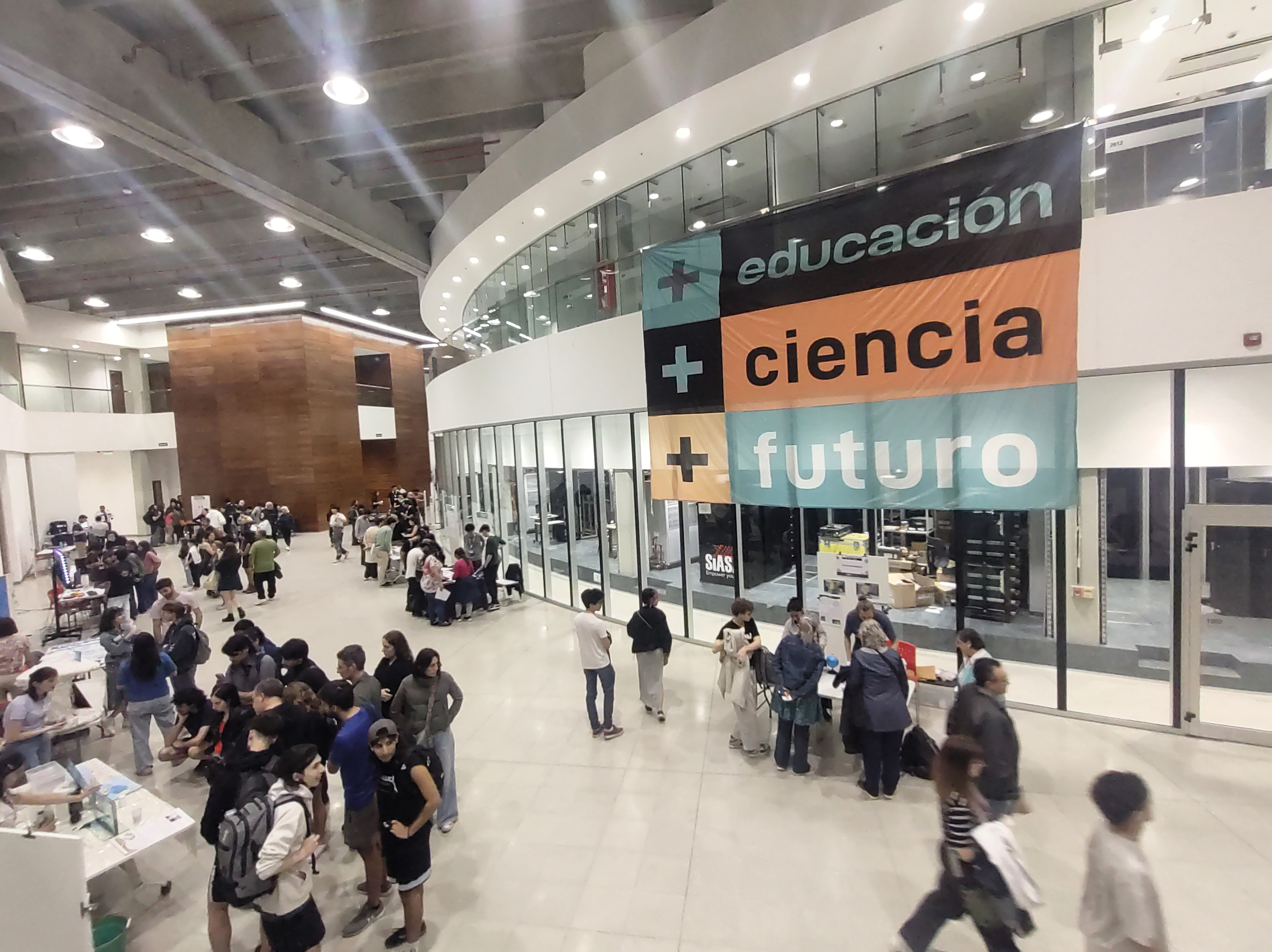
Durante la "Noche de las Ciencias"
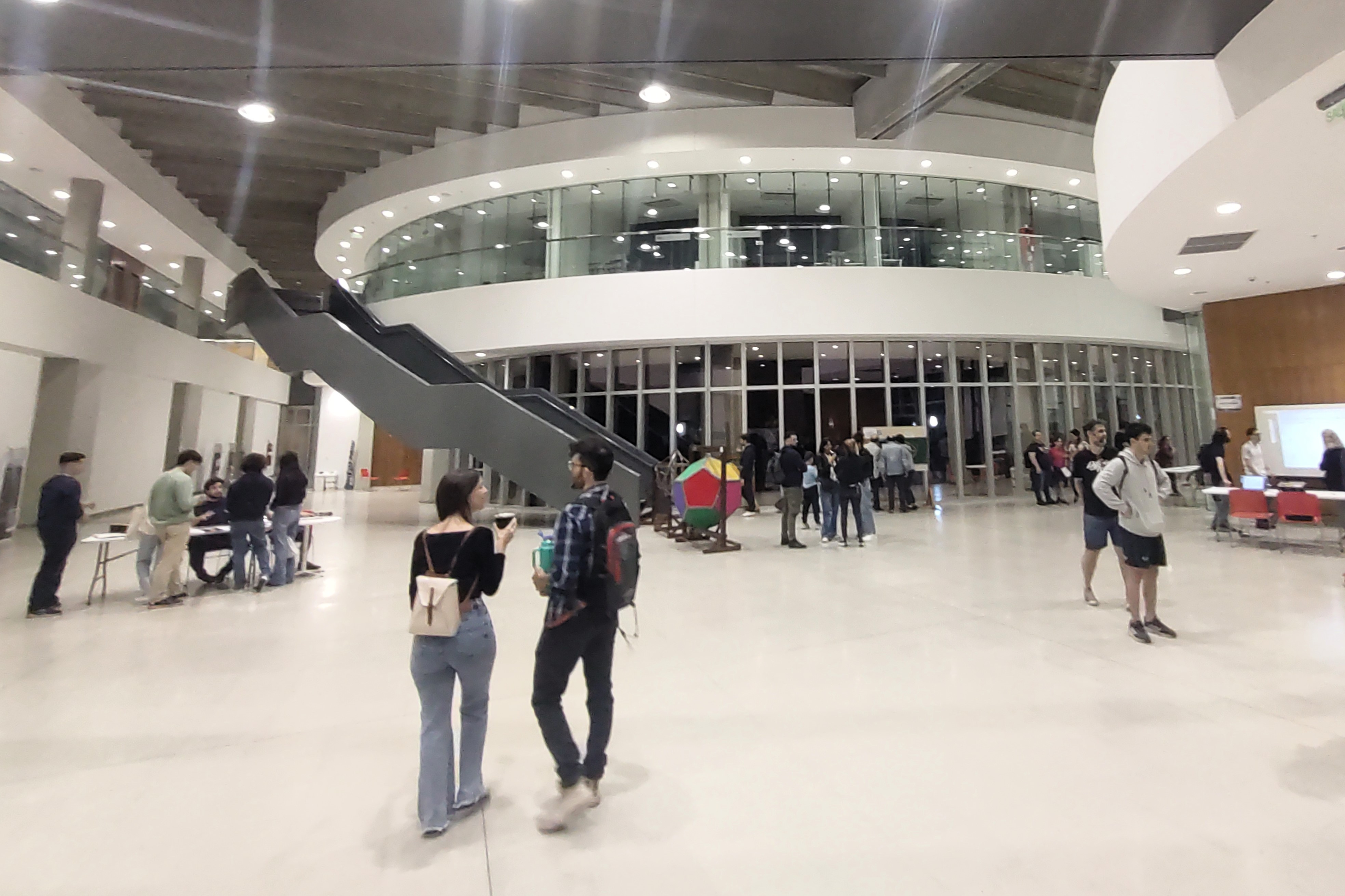
Durante la "Noche de las Ciencias"